# Чемпіонат світу з трекових велоперегонів 1977
Чемпіонат світу з трекових велоперегонів 1977 проходив з 22 по 26 серпня 1977 року в місті Сан-Кристобаль, Венесуела. Усього на чемпіонаті розіграли 12 комплектів нагород — 10 у чоловіків та 2 у жінок, в тому числі вперше на чемпіонатах світу провели змагання в гонках за очками серед чоловівків-аматорів.

## Медалісти

### Чоловіки
Професіонали
| Дисципліна                         | Золото       | Срібло          | Бронза         |
| Спринт                             | Накано Коїчі | Суґата Йошікацу | Джон Ніколсон  |
| Індивідуальна гонка переслідування | Грегор Браун | Кнуд Кнудсен    | Стів Хеффернен |
| Гонка за лідером                   | Сеес Стам    | Вілфрід Пеффґен | П'єтро Алджері |

Аматори
| Дисципліна                         | Золото                                                           | Срібло                                                  | Бронза                                                                        |
| Спринт                             | Ганс-Юрген Ґешк                                                  | Емануель Раш                                            | Лютц Хессліх                                                                  |
| Гіт на 1000 м                      | Лотар Томс                                                       | Гюнтер Шумахер                                          | Ганс Ледерман                                                                 |
| Індивідуальна гонка переслідування | Норберт Дюрпіш                                                   | Уве Унтервальдер                                        | Даніель Джисиджер                                                             |
| Командна гонка переслідування      | НДР Норберт Дюрпіш Ґеральд Мортаґ Маттіас Віґанд Фолькер Вінклер | ФРН Гюнтер Шумахер Пітер Вонгоф Ганс Лутц Генрі Рінклін | Швейцарія Роберт Ділл-Бунді Даніель Джисиджер Ганс Кенель Вальтер Баумгартнер |
| Спринт на тандемах                 | Чехословаччина Владимир Вацкарж Мирослав Вимазал                 | СРСР Володимир Семенець Олександр Воронін               | НДР Хорст Ґевіст Вольфґан Шеффер                                              |
| Гонка за лідером                   | Габі Міннебоо                                                    | Бартоломе Калдентей                                     | Райнер Подлеш                                                                 |
| Гонка за очками                    | Констант Турне                                                   | Ян Фальтин                                              | Микола Макаров                                                                |

### Жінки
| Дисципліна                         | Золото         | Срібло       | Бронза       |
| Спринт                             | Галина Царьова | Сью Новара   | Іва Заїчкова |
| Індивідуальна гонка переслідування | Віра Кузнєцова | Анн Рімерсма | Карен Стронґ |

## Загальний медальний залік
| Місце  | Країна          | Золото | Срібло | Бронза | Загалом |
| ------ | --------------- | ------ | ------ | ------ | ------- |
| 1      | НДР             | 4      | 2      | 2      | 8       |
| 2      | СРСР            | 2      | 1      | 1      | 4       |
| 3      | Нідерланди      | 2      | 1      |        | 3       |
| 4      | ФРН             | 1      | 3      | 1      | 5       |
| 5      | Японія          | 1      | 1      |        | 2       |
| 6      | Чехословаччина  | 1      |        | 1      | 2       |
| 7      | Бельгія         | 1      |        |        | 1       |
| 8      | Норвегія        |        | 1      |        | 1       |
| 8      | США             |        | 1      |        | 1       |
| 8      | Іспанія         |        | 1      |        | 1       |
| 8      | Польща          |        | 1      |        | 1       |
| 12     | Швейцарія       |        |        | 3      | 3       |
| 13     | Австралія       |        |        | 1      | 1       |
| 13     | Велика Британія |        |        | 1      | 1       |
| 13     | Італія          |        |        | 1      | 1       |
| 13     | Канада          |        |        | 1      | 1       |
| Всього | Всього          | 12     | 12     | 12     | 36      |